# 寧海県
寧海県（ねいかい-けん）は中華人民共和国浙江省に位置する省直轄の県であり、しばらく寧波市に代理管轄されている。

## 観光
前童鎮には、明と清の時代の建物が多く残り、観光地として整備されている。
陳坤が主演する中国映画『理髪師』で撮影地として使われている。
寧海のバス停から、バスで1時間の距離。

## 行政区画
- 街道：躍竜街道、桃源街道、梅林街道、橋頭胡街道
- 鎮：長街鎮、力洋鎮、一市鎮、岔路鎮、前童鎮、桑洲鎮、黄壇鎮、大佳何鎮、強蛟鎮、西店鎮、深甽鎮
- 郷：胡陳郷、茶院郷、越渓郷